# LPG (gruppo musicale)
Le LPG, sigla di Long Pretty Girls, sono un gruppo musicale femminile semi-trot sudcoreano. Ispirate dal successo della giovane cantante semi-trot Jang Yoon Jeong, le LPG hanno però all'attivo solo due album e due singoli, il primo dei quali, 캉캉 (Can Can), è appunto una canzone ispirata al genere francese del can-can.

## Storia
Il nome del gruppo sta a significare che tutti e quattro i suoi membri sono state, in passato o al presente, partecipanti di concorsi di bellezza, due di loro riuscendo a passare le eliminatorie persino per il prestigioso Miss Korea. Il loro primo album, Long Pretty Girls, dal quale è stato estratto il singolo Can Can, è stato pubblicato nell'autunno del 2005, tuttavia ad eccezione dell'attenzione ricevuta inizialmente a causa della novità di stile, il successo commerciale è presto diminuito. Durante il loro periodo d'oro, sono state create referenze e parodie delle LPG in diversi varietà televisivi coreani, tra i quali X-Man della SBS e Star Golden Bell della KBS.
Nell'agosto del 2006 il gruppo ha tentato di sfondare nel mercato musicale cinese, sebbene i risultati del tentativo non siano andati a buon fine.
Nello stesso anno è stato pubblicato il loro secondo album, accompagnato da un'immagine più sexy. Il primo singolo estratto, 팔베개 (Arm Pillow), si discosta dallo stile di Can Can e mostra un genere più latino e ritmico. Le vendite dell'album non furono eccessivamente alte, tuttavia esso rientrò nella posizione #33 della classifica di vendite mensile della Music Industry Association of Korea, con un numero di 2 359 copie vendute nel primo mese; col passare del tempo l'album è andato scomparendo dalla classifica.
Nonostante la diminuzione delle vendite, le LPG pubblicarono un ulteriore singolo nell'estate del 2007, intitolato 바다의 공주 (Principessa del mare). Esso era un remake della canzone dallo stesso titolo del cantante e comico Park Myung-soo, ed il singolo delle LPG conteneva anche la versione originale.
Il 13 dicembre 2007 il gruppo pubblicò un album singolo invernale, intitolato Winter Story, dal quale estrassero il singolo promozionale 스키장 가는 길 (The Road to the Ski Hill).
Il 19 marzo 2008 è stato annunciato che Hanyoung e Sooah avrebbero lasciato il gruppo a causa di alcuni progetti individuali, ma l'agenzia manageriale delle LPG ha dichiarato che vi sarebbero state delle selezioni per rimpiazzarle con due nuovi membri.

## Formazione

### Formazione attuale
- Yoon Ah (윤아, hanja: 尹雅)
- Yeon Oh (연오, hanja: 燕吴)

### Ex componenti
- Han Young (한영, hanja: 韓英)
- Soo Ah (수아, hanja: 秀雅)

## Discografia

### Album in studio
- 2005 – Long Pretty Girls
- 2006 – LPG2

### Singoli
- Princess of the Sea (hangŭl: 바다의 공주), pubblicato il 12 luglio 2007
- The Road to the Ski Hill (hangŭl: 스키장 가는 길), pubblicato il 13 dicembre 2007